# Сумбат Давитис-дзе
Сумбат Давитис-дзе (груз. სუმბატ დავითის-ძე, букв. Сумбат сын Давида) — грузинский историк и царский летописец XI века. Его единственная сохранившаяся работа «История и повествование о Багратионах» включена в Картлис цховреба и является наиболее важным источником для изучения ранней истории династии Багратионов и истории образования раннесредневековых кавказских государств. Грузинский ученый Эквтиме Такаишвили претпологал, что Сумбат принадлежал династии Багратионов. Автор примечателен тем, что он сформулировал заявление Багратионов о своем происхождении от библейского царя-пророка Давида.